# Paprskovci
Paprskovci (Actinopoda) jsou dnes již zastaralou a nepřirozenou skupinou jednobuněčných organismů. Podobně jako kořenonožci mají schopnost vytvářet panožky s typickým osním vláknem.
Ve svém prostředí představují na své úrovni predátory jiných bakterií a prvoků.
Paprskovce dělíme na:
- slunivky (Heliozoa)
- mřížovce (Radiolaria)

Většina paprskovců se v současnosti se řadí do několika taxonů v rámci superskupiny SAR (Stramenopila: Actinophryidae; Rhizaria: Acantharia, Polycystinea), slunivky ze skupiny Centrohelida patří dle nejnovějších zjištění spolu s taxonem Haptophyta do nové superskupiny Haptista.

## Slunivky
Slunivky jsou obyvatelé sladkovodních rašelinišť. Z jejich kulovitého tvaru těla, skrytého ve schránce z oxidu křemičitého nebo chitinu, vystupují paprskovité, nápadně tenké panožky.

## Mřížovci
Mřížovci žijí v planktonu teplých moří. Mají chitinové kulovité schránky a vnější schránky křemičité. Žijí v symbióze s jednobuněčnými řasami. Po odumření živočichů schránky klesají ke dnu a tvoří radiolariové bahno, které je významným horninotvorným činitelem.